# Lars-Göran Johansson
Lars-Göran Johansson, född 1950, är en svensk professor emeritus i teoretisk filosofi vid Uppsala universitet.

## Forskning
Johanssons forskning rör primärt fysikens filosofi, exempelvis rummets, kvantmekanikens och tidens natur, vetenskapsteori, kunskapsteori och ontologi, såsom realism/antirealism, men även induktion och naturlagar.
Johansson har bland annat medverkat i några avsnitt av radioprogrammet Filosofiska rummet.